# Jacek Zieliński (Fußballspieler, 1961)
Jacek Zieliński (* 22. März 1961 in Tarnobrzeg) ist ein polnischer Fußballtrainer und ehemaliger Fußballprofi.

## Karriere
Nach Trainerstationen wie Odra Wodzisław, Dyskobolia Grodzisk, Polonia Warschau heuerte Zieliński 2009 beim polnischen Traditionsverein KKS Lech Poznań an. Seit Ende März 2011 war er wieder Trainer von Polonia Warschau. Ein Jahr später wurde er am 27. März 2012 von Polonia Warschau entlassen. Anfang September 2012 wurde er bei Ruch Chorzów, nach dem schlechten Saisonstart, als Nachfolger von Tomasz Fornalik vorgestellt. In den Folgejahren folgten Stationen bei KS Cracovia (2015–17), Bruk-Bet Termalica Nieciecza (2018), Arka Gdynia (2019) und erneut KS Cracovia (2019–2024), bevor Zieliński im August 2024 den Trainerposten bei Korona Kielce übernahm.